# Château de Rochetaillée
Le château de Rochetaillée est un château de Saint-Étienne (à Rochetaillée) dans le département de la Loire. Il est inscrit au titre des monuments historiques par arrêté du 5 avril 1930.
Sa date de construction reste inconnue mais on trouve au moins sa trace dans la littérature en 1173. En effet, la permutation de 1173 entre le comte de Forez et l'Église de Lyon indique que quiconque aura le château de Rochetaillée devra hommage lige et fidélité au comte. Situé sur un piton rocheux qui le rend inaccessible au nord, le château était composé de quatre tours dont trois subsistent aujourd'hui.
Des ajouts ont été faits au XVIe siècle.